# 321 Florentina
321 Florentina (mednarodno ime je tudi 321 Florentina) je asteroid v glavnem asteroidnem pasu. 
Pripada družini asteroidov Koronis.

## Odkritje
Asteroid je odkril avstrijski astronom J. Palisa 15. oktobra 1891 na Dunaju . 

## Lastnosti
Asteroid Florentina obkroži Sonce v 4,9 letih. Njegova tirnica ima izsrednost 0,043, nagnjena pa je za 2,594° proti ekliptiki. Njegov premer je 27,23 km, okoli svoje osi se zavrti v 2,871 h .